# Wenera 13
Wenera 13 – radziecka sonda kosmiczna, która dotarła do Wenus 1 marca 1982. Lądownik sondy opadł na powierzchnię planety w punkcie o współrzędnych 7,5° szerokości południowej i 303° długości wschodniej, na wschód od wyżyny Phoebe Regio. W związku z panującą tam temperaturą 465 °C i ciśnieniem 89,5 atm lądownik nadawał przez ok. 127 minut (planowano 32 minuty). Zebrał najwięcej informacji o Wenus ze wszystkich do tamtej pory wysłanych sond i wykonał pierwsze w historii kolorowe fotografie jej powierzchni. Moduł przelotowy sondy wszedł na orbitę heliocentryczną.

## Cel misji
Zadaniem misji było przede wszystkim wykonanie analizy próbek gruntu oraz wykonanie barwnych zdjęć powierzchni planety. Chodziło o stwierdzenie z jakich materiałów składa się powierzchniowa warstwa Wenus. Lądownik został wyposażony w urządzenie do pobierania próbek i do szybkiej ich analizy chemicznej. Dane telemetryczne odbierano anteną o średnicy 70 m.
Eksperymenty naukowe dotyczyły:
1. struktury i dynamiki atmosfery
2. chemicznego i izotopowego składu gazów atmosfery
3. charakterystyk fizycznych i składu chmur
4. składu gruntu na powierzchni
5. jej charakterystyk fizycznych i geologicznych
6. budowy wewnętrznej planety[2]

## Budowa lądownika
Lądownik i jego aparatura był szczególnie zabezpieczony przed działaniem gorącego, agresywnego chemicznie oraz znajdującego się pod wielkim ciśnieniem ośrodka. Zastosowano specjalne materiały ochronne. W końcowym okresie lotu i działania uruchomione zostały układy chłodzące. Pomimo to nie było możliwe długotrwałe działanie aparatury – lądownik działał przez 127 minut od chwili wylądowania.
Pobrane próbki zostały przeniesione do specjalnej komory, schłodzone do temperatury 20–30 °C i przerzucone do komory analitycznej. Znajdowały się tam dwa źródła promieniowania – izotopy żelaza 55Fe oraz plutonu 238Pu. Zgodnie ze wstępnymi wynikami badań gruntu w miejscu lądowania to silnie zasadowe bazalty. Dodatkowych informacji dostarczyły zdjęcia wykonane przez kamery. Widać na tych obrazach wielkie, spłaszczone bryły ciemnoszarego materiału skalnego, których powierzchnia ma strukturę komórkową wskutek widocznego wietrzenia chemicznego. Między kamieniami znajdowały się drobnoziarniste, brunatnoczarne cząstki.

## Przebieg misji
Wenera 13 wylądowała z prędkością 8 m/s po 122 dniach lotu w rejonie kamienistego wzniesienia, z niewysokimi występami skalnymi. Między nimi widać ciemniejsze obszary drobnoziarnistego gruntu. Był on na ogół miękki, choć trafiały się kamienie do 5 cm. W czasie lądowania uniósł się obłok pyłu. Należy sądzić, że w tym terenie potoki lawy były poddane długotrwałemu procesowi wietrzenia. Przeprowadzono pomiar parametrów stratosfery planety – temperatury, ciśnienia oraz gęstości. Próbnik wchodząc w atmosferę z prędkością hiperboliczną powodował zniekształcenie wszystkich tych parametrów. Pośrednią metodą otrzymano następujące wyniki – na wysokości 90 km ciśnienie wynosiło 0,0005 atm, a temperatura 175 K, zaś na wysokości 75 km – 0,015 atm i 225 K. Natomiast koncentracja pary wodnej zmieniała się bardzo swoiście, osiągając maksimum w przedziale 40–60 km, zaś minimum w pobliżu powierzchni planety i zewnętrznej granicy warstw obłoków. Pierwszy raz przeprowadzono badania składu chemicznego gruntu. Okazało się, że dominują takie podstawowe pierwiastki jak: magnez, glin, krzem, potas, wapń, mangan i żelazo. W rejonie lądowania zawartość tlenków tych pierwiastków wynosiła 95 procent (45% – tlenki krzemu, 4% – potasu i 7% – wapnia). Największym osiągnięciem stacji lądującej było przekazanie barwnych panoramicznych obrazów powierzchni. Na podstawie tych zdjęć można było wnioskować o strukturze, morfologicznych właściwościach i drogach formowania się skał wenusjańskich. Barwy powierzchni i ogólne tło na zdjęciach były bardzo dobrej jakości. Niebo – pomarańczowe, zaś lawa, kamienie i piasek – zielonożółte. Takie zabarwienie krajobrazu jest spowodowane wpływem grubej i gęstej atmosfery, pochłaniającej niebieską część widma promieniowania słonecznego.